# К (слово ћирилице)
Слово К је дванаесто слово српске ћирилице. Обично представља безвучни веларни плозив /к/, попут изговора ⟨к⟩ у "краљ", "конобар" или "крађа".

## Изглед и форма
Ћирилично слово К изгледа веома слично и одговара латиничном слову К. У многим фонтовима, ћирилично К се разликује од латиничног и грчког слова по томе што су један или оба његова дијагонална гребена закривљена, а не равна.
Такође, у неким фонтовима, облик малих слова К има вертикалну линију продужену изнад x висине, слично латиничним малом слову к.

## Употреба
Руски језик
У руском језику, слово К представља обичан безвучни веларни плозив /к/ или палатализовани звук /кʲ/;  на пример, реч кратки „кратак/кратка" садржи обе врсте: [кɐˈроткʲɪј]. 
Палатализована варијанта се изговара када се у речи налазе следећа слова:
- ʹ;
- e;
- ë;
- i;
- û;
- â.

Македонски језик
У македонском језику, К увек представља глас /к/. Такође представља и глас /q/.

## Рачунарски кодови
| Знак                      | К                          | К                          | к                        | к                        |
| ------------------------- | -------------------------- | -------------------------- | ------------------------ | ------------------------ |
| Назив у Уникоду           | CYRILLIC CAPITAL LETTER KA | CYRILLIC CAPITAL LETTER KA | CYRILLIC SMALL LETTER KA | CYRILLIC SMALL LETTER KA |
| Врста кодирања            | децимална                  | хексадецимална             | децимална                | хексадецимална           |
| Уникод                    | 1050                       | U+041A                     | 1082                     | U+043A                   |
| UTF-8                     | 208 154                    | D0 9A                      | 208 186                  | D0 BA                    |
| Нумеричка референца знака | &#1050;                    | &#x41A;                    | &#1082;                  | &#x43A;                  |
| KOI8-R and KOI8-U         | 235                        | EB                         | 203                      | CB                       |
| Code page 855             | 199                        | C7                         | 198                      | C6                       |
| Code page 866             | 138                        | 8A                         | 170                      | AA                       |
| Windows-1251              | 202                        | CA                         | 234                      | EA                       |
| ISO-8859-5                | 186                        | BA                         | 218                      | DA                       |
| Macintosh Cyrillic        | 138                        | 8A                         | 234                      | EA                       |